# Robert Fico
Robert Fico (Topoľčany, 15 de setembro de 1964) é um político eslovaco que atualmente serve como primeiro-ministro da Eslováquia desde outubro de 2023. Ele serviu nesta posição anteriormente duas vezes, primeiro de 4 de julho de 2006 a 8 de julho de 2010 e depois de 4 de abril de 2012 a 22 de março de 2018.
É membro do partido Direção-Democracia Social (SMER ou Smer) e foi o vencedor das eleições legislativas em 2006, recebendo cerca de 30 por cento dos votos.
Politicamente está alinhado a esquerda e a social democracia, se opõe a influência militar dos Estados Unidos no seu país, é caracterizado como pró-Rússia e é vocalmente contra apoio militar e financeiro a Ucrânia em sua guerra contra os russos. Desde 2023, seu governo interrompeu a ajuda militar à Ucrânia, passou a ter maior controle da mídia e aboliu o Gabinete do Promotor Especial que lidava com corrupção. Essas ações desencadearam protestos em massa nas ruas do país. Em 15 de maio de 2024, Fico foi hospitalizado após uma tentativa de assassinato.

## Tentativa de assassinato
A 15 de maio de 2024, foi baleado em um atentado, em frente de um edifício em Handlova, depois de uma reunião com o Governo eslovaco no mesmo local, sendo levado para o hospital. O atirador, o escritor e poeta eslovaco Juraj Cintula, foi detido pelas autoridades.